# Jarowatka (stacja kolejowa)
Jarowatka (ukr: Роз'їзд Яроватка) – mijanka i stacja kolejowa w miejscowości Jarowatka, w obwodzie czerkaskim, na Ukrainie. Jest częścią Kolei Odeskiej. Znajduje się na linii Cwitkowe – Chrystyniwka.

## Linie kolejowe
- Cwitkowe – Chrystyniwka